# Francesco Comelli
Francesco Comelli (1744 – Bologna, 1816) è stato un artigiano italiano.

## Biografia

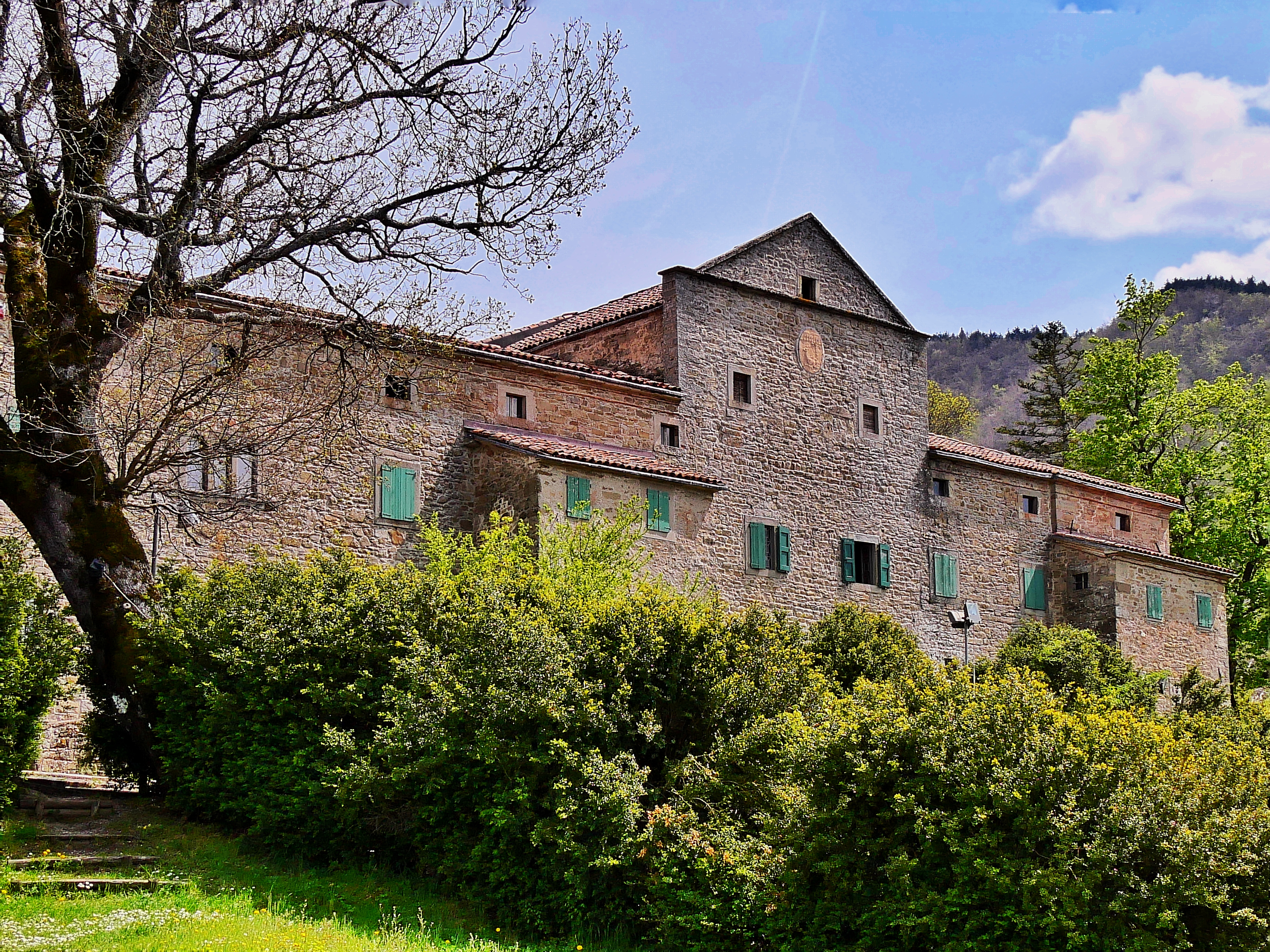
Palazzo Comelli di Bargi

Nacque nella famiglia dei Comelli, notai impiantati a Bargi, nell'Appennino bolognese.
Abile meccanico, fu un noto costruttore di macchine, di strumenti e di orologi. Nel 1780 ottenne il posto di "moderatore" del pubblico orologio di Bologna, a Palazzo d'Accursio, occupandosi della manutenzione del delicato meccanismo che azionava il carosello degli automi. Fu particolarmente versato anche nell'arte di fondere e lavorare i metalli.
Morì a Bologna nel 1816.
Il figlio Giovan Battista (1776 - 1867) sarà un noto docente di clinica medica.
Suoi cimeli sono esposti nel palazzo Comelli di Bargi, che sul lato sud presenta anche una meridiana da lui progettata. A lui è attribuito anche l'orologio solare verticale ad ore italiche sulla Torre degli Acquafresca, torretta di avvistamento del XVII secolo che oggi ospita il Museo della Terra e del Sole. Il Museo Galileo di Firenze conserva un'alidada per fresatrice da lui costruita.

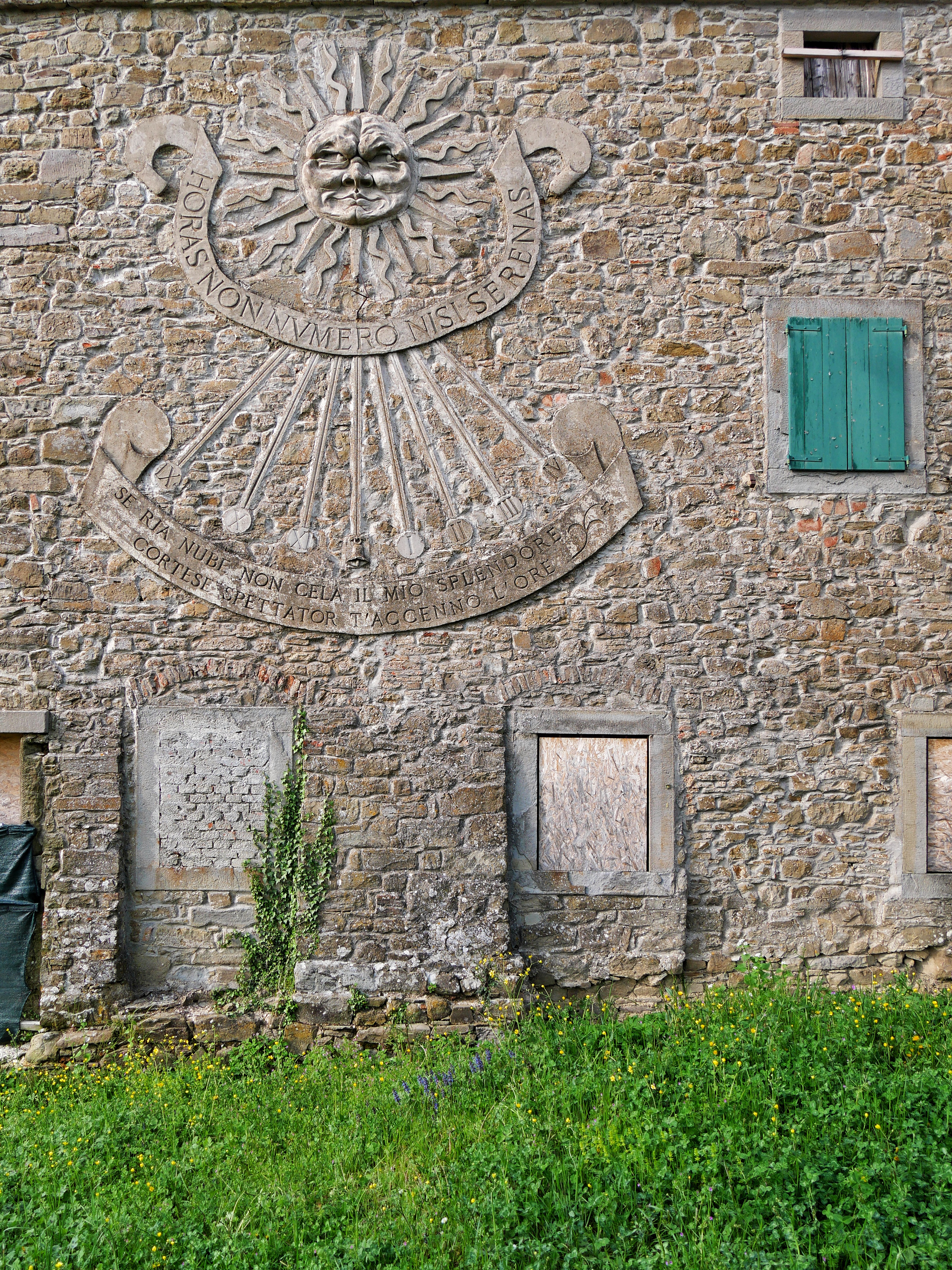
La meridiana di Palazzo Comelli a Bargi
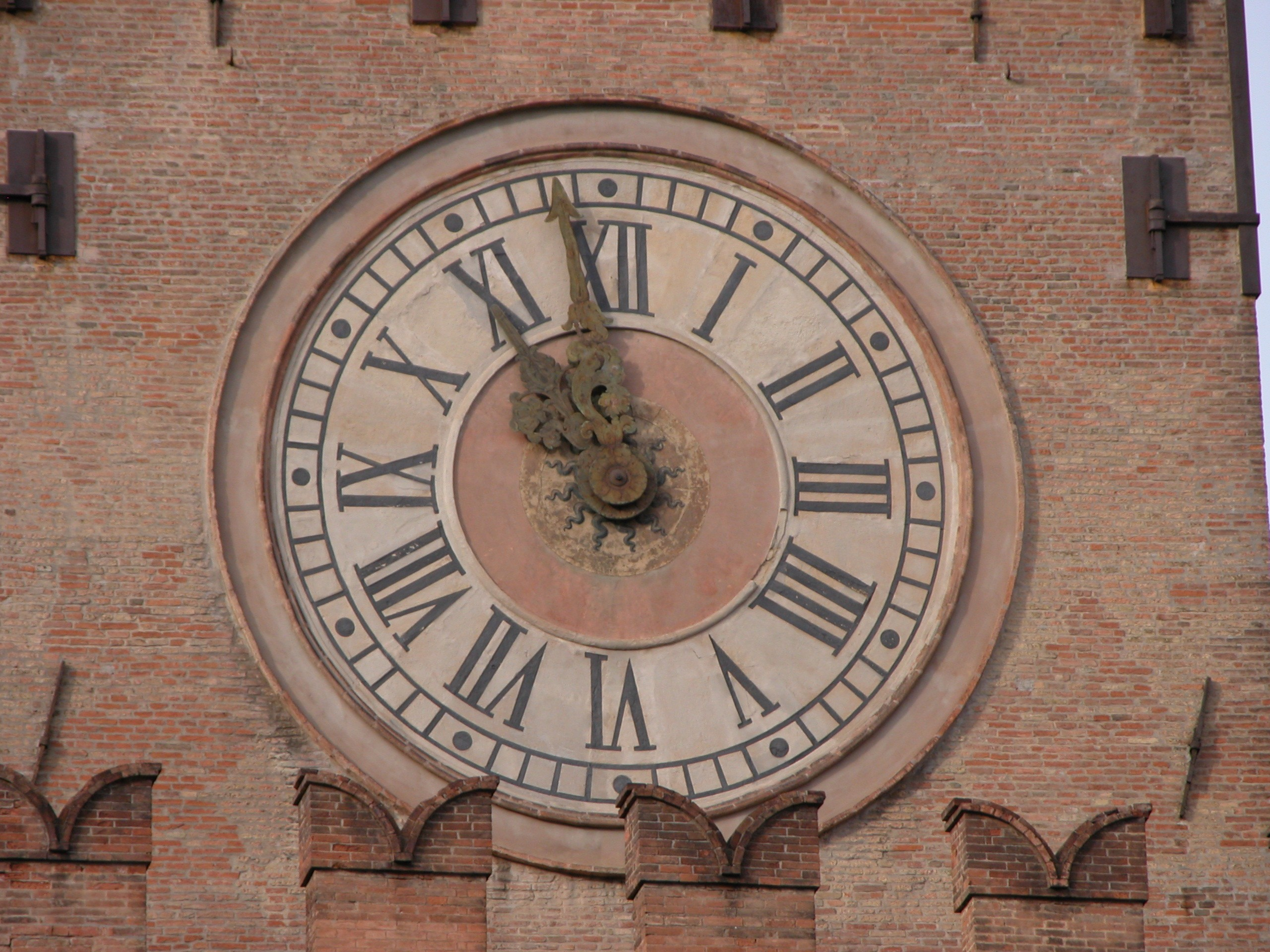
Orologio della Torre di Palazzo d'Accursio
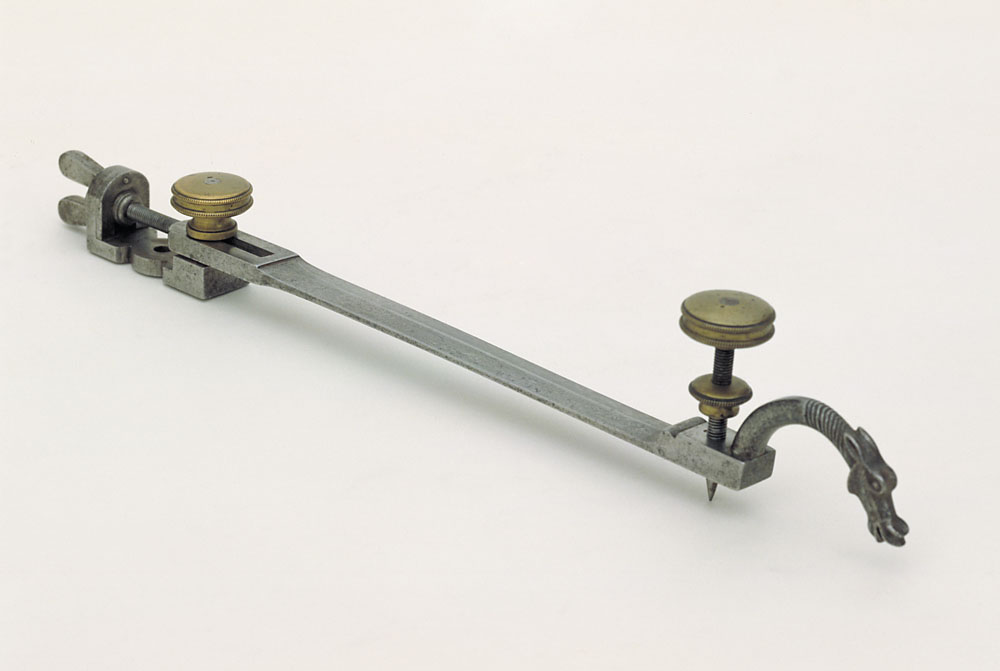
L'alidada di Francesco Comelli oggi custodita al Museo Galileo di Firenze